# Vox Music TV
Vox Music TV (zapis stylizowany: Music VOX TV) – polskojęzyczny kanał telewizyjny o tematyce muzycznej, który ruszył 28 kwietnia 2014 roku.
Pierwotnie działał jako kanał internetowy pod nazwą Vox TV jednak przeszedł na nadawanie satelitarne w 2014 roku.
Nadawcą stacji jest spółka Polo TV sp. z o.o., należąca do Telewizji Polsat, a wcześniej do Grupy ZPR Media (Zjednoczone Przedsiębiorstwa Rozrywkowe).

## Historia
Stacja emituje muzykę taneczną disco polo, dance i pop oraz muzykę z lat 70., 80. i 90. XX wieku, w tym euro disco, italo disco, eurodance. Jest dostępny w Platforma Canal+, Polsat Box i wybranych sieciach kablowych. 5 sierpnia 2014 roku kanał wszedł w skład oferty naziemnej telewizji cyfrowej, w lokalnym multipleksie cyfrowym (MUX-L3), należącym do NTL Radomsko, a 8 sierpnia 2014 został również uruchomiony w kolejnym lokalnym multipleksie cyfrowym – MUX-L2, należącym do TVT. 2 stycznia 2017 roku kanał w ofercie MUX-L1, MUX-L2, MUX-L3 oraz MUX-L4 został zastąpiony przez stację Eska TV Extra (do 16 czerwca 2017 Eska TV). 4 grudnia 2017 roku Telewizja Polsat Sp. z o.o. w wyniku umowy zawartej z Grupą ZPR Media nabyła 100% akcji spółki Lemon Records będącego nadawcą stacji stając się tym samym jednym jej właścicielem. Od 18 czerwca 2024 kanał jest dostępny w jakości HD.

## Pasma Vox Music TV

### Aktualne
- VOX Dance impreza
- W Rytmie nocy
- W Rytmie hitów
- W Rytmie Hitów: Kids Hits
- Best Lista
- Hit karaoke

### Cyklicznie
- Lato hitów

### Dawne
- Pierwsza zmiana
- Co Tam?
- Flashback czyli kiedyś to było
- Marek Sierocki Weekend Z…
- Tydzień Na Czerwonym Dywaniku
- Pozdro
- Hit Na Drogę
- Heheszki
- Jest Impreza
- Video Mix - Marka Sierockiego
- Miszyn Faszyn
- Jeden - Zero (Lista Przebojów 1.0 - Polska Dziesiątka Hitów)
- Polowanie na prezent
- Zima hitów